# Oxandra longipetala
Oxandra longipetala är en kirimojaväxtart som beskrevs av Robert Elias Fries. Oxandra longipetala ingår i släktet Oxandra och familjen kirimojaväxter. Inga underarter finns listade i Catalogue of Life.